# Paweł Beydo Rzewuski
Paweł Beydo Rzewuski herbu Krzywda – pisarz łukowski w latach 1662–1687, podstarości drohicki.
Elektor Michała Korybuta Wiśniowieckiego z chorągwi IV województwa lubelskiego. W 1674 roku był elektorem Jana III Sobieskiego z województwa podlaskiego.
Poseł na sejm 1677 roku. 